# Il bacio del terrore
Il bacio del terrore (The Kiss) è un film del 1988, diretto da Pen Densham.

## Trama
Congo belga, 1963. Le inseparabili sorelle Hilary e Felice Dunbar, vengono divise quando Felice parte con la zia un viaggio verso un sanatorio. Il viaggio è tuttavia una copertura: mentre sono in treno, la zia la inizia alla stregoneria attraverso un bacio mortifero. Venticinque anni dopo, Hilary vive ad Albany, New York, con il marito Jack Halloran e la figlia adolescente Amy. Un giorno, mentre dà una festa insieme a vari amici e la sua famiglia, Hilary riceve una telefonata inaspettata: ciò la spaventa al punto da spingerla immediatamente ad andare ad acquistare un'arma. Una serie di coincidenze fortuite scatena tuttavia un incidente mortale per la donna. Nei giorni successivi ne viene dunque celebrato il funerale. Jack ed Amy cercano di ritornare immediatamente alla normalità grazie anche all'aiuto della vicina di casa Brenda.
All'improvviso Felice, che nel frattempo è diventata una modella di successo, si presenta a loro per la prima volta e cerca di entrare prepotentemente nella loro vita: Jack ne subisce l'irresistibile fascino, tuttavia Amy si insospettisce fin da subito delle attenzioni che la donna le riserva. Felice sente la ragazza discutere di questo con l'amica Heather e così attua un diabolico piano per cercare di isolare il più possibile la ragazza: con un maleficio, la strega fa sì che Heather abbia un terribile incidente mentre le due ragazze sono insieme in un centro commerciale. Neanche l'intervento di Terry, ragazzo con il quale Amy vorrebbe dare inizio ad una relazione, riesce a sventare il peggio. Tornata a casa accompagnata da Brenda, Amy scopre che suo padre e sua zia stanno dando via i vestiti di sua madre: ciò la fa infuriare.
Nel frattempo Felice, con lo scopo di entrare il più possibile nella vita dei parenti, mette in contatto Jack con un nuovo datore di lavoro che gli potrebbe permettere dei guadagni migliori rispetto a quelli attuali. Mentre i due sono via, Amy ispeziona la stanza della zia: scopre vari talismani e un effetto personale di Heather tenuti in una borsa. Felice la sorprende e tenta di iniziarla all'utilizzo di quegli oggetti, mostrandole proprio il talismano con cui lei stessa era stata iniziata alla stregoneria, tuttavia Amy scappa via e chiede a suo padre di non avere più la zia in casa. Il padre a malincuore acconsente, per poi subire un violento attacco da un gatto selvatico. La mattina dopo, proprio mentre Amy è in classe e subisce una mestruazione anticipata di due settimane, Jack e Felice consumano un rapporto sessuale. Amy scappa via dalla classe e va in ospedale da Brenda, che è un'infermiera: le racconta quindi degli intrugli che Felice aveva preparato per lei e dà ad essi la colpa del ciclo anticipo, ma non viene creduta.
Nel frattempo, Jack viene contattato dal datore di lavoro con cui Felice lo aveva messo in contatto: questi lo invita a partire quella sera stessa per raggiungerlo in un'altra città. Amy si confida quindi con Terry circa quanto le sta accadendo: il ragazzo la accompagna a casa, tuttavia subito dopo prende l'iniziativa di fingersi un dipendente dell'hotel presso cui Felice dimora e entra nella stanza della donna, scoprendola mentre compie uno strano rito con un idolo. Terry scappa e riesce a telefonare ad Amy appena prima di finire ucciso a causa di un attacco del gatto di Felice, combinato con l'effetto di un rito della strega. Nel frattempo Amy è a casa ed ha un brutto litigio con suo padre, che non crede ai suoi timori su Felice e si arrabbia enormemente con lei quando la ragazza intuisce dell'avvenuto amplesso. Jack rifiuta di credere in quanto visto da Terry e chiede a Brenda di badare ad Amy: la donna è tuttavia critica con lui e consiglia che entrambi vengano assistiti da uno psicologo.
Insospettita da quanto ha ascoltato finora, Brenda si ricorda di una traccia di sangue di Felice che era rimasta su un panno dopo che la donna si era ferita. Mentre lei fa analizzare il campione, Amy si reca in chiesa per chiedere al prete se sua madre (che era molto religiosa) gli avesse mai raccontato qualcosa su sua sorella. Il prete sembra credere che ciò che gli era stato raccontato da Hilary fossero superstizioni, tuttavia l'arrivo di Felice e il suo utilizzo di poteri sovrannaturali dimostra che non è così. Dopo che la strega ha rapito la ragazza, il prete cerca di avvisare Jack ma prima che lo raggiunga muore arso vivo a causa di un maleficio di Felice. Nel frattempo, Brenda ottiene dei risultati preoccupanti: in base alle analisi, Felice dovrebbe essere già morta. Quando la donna avvisa Jack, riuscendo a contattarlo appena prima che salga su un aereo, l'uomo capisce che i timori di sua figlia erano fondati.
Brenda va a prendere Jack in aeroporto e i due raggiungono la casa di Jack, dove Felice sta per compiere il rito che inizierà Amy alla stregoneria. Jack irrompe in casa e la strega gli rivela che la vera Felice è morta da molti anni e che ora lei dovrà passare al corpo di Amy per evitare di morire; la strega asserisce che la famiglia delle donne le appartiene a causa di favori che ha fatto loro molto tempo prima. Mentre la strega obbliga Jack a un ultimo rapporto sessuale, Brenda aiuta Amy a fuggire: la strega se ne accorge e dà loro la caccia. Resa Brenda inoffensiva, la strega inizia un rito: uno strano serpente esce dalla sua bocca, pronto a entrare nel corpo di Amy. Brenda e Jack si riprendono e iniziano una strenua lotta contro la creatura nella piscina della tenuta. Proprio quando questa sembra riuscire a prendersi Amy, Jack riesce a darle fuoco uccidendo definitivamente la strega, il cui vero aspetto era dunque quello del serpente.

## Produzione
Nonostante sia ambientato a New York, il film è stato girato a Montreal a partire dal 25 ottobre 1987. Il titolo iniziale del film avrebbe dovuto essere The Host.